# Караярский сельсовет
Караярский сельсовет — муниципальное образование в Караидельском районе Башкортостана.

## История
Караярский сельсовет Караидельского района Республики Башкортостан образован в соответствии с Указом Президиума Верховного Совета БАССР от 12 марта 1963 года. В соответствии с Конституцией 1977 года сельсовет был переименован в Караярский сельский совет народных депутатов, 3 июля 1992 года сельсовет был преобразован в администрацию Караярского сельского совета.
3 июля 2002 года Караярский сельский совет был переименован в муниципальное образование Караярский сельсовет Караидельского района Республики Башкортостан.
19 декабря 2005 года муниципальное образование Караярский сельсовет было переименовано в сельское поселение Караярский сельсовет муниципального района Караидельский район Республики Башкортостан.
Согласно «Закону о границах, статусе и административных центрах муниципальных образований в Республике Башкортостан» имеет статус сельского поселения.

## Население
| 2002  | 2009  | 2010  | 2012  | 2013  | 2014  | 2015  |
| ----- | ----- | ----- | ----- | ----- | ----- | ----- |
| 2003  | ↘1701 | ↗1927 | ↘1867 | ↘1840 | ↘1794 | ↘1710 |
| 2016  | 2017  | 2018  |       |       |       |       |
| ↘1691 | ↘1624 | ↘1579 |       |       |       |       |

## Состав сельского поселения
| № | Населённый пункт | Тип населённого пункта       | Население |
| - | ---------------- | ---------------------------- | --------- |
| 1 | Караяр           | село, административный центр | ↗751      |
| 2 | Абдуллино        | деревня                      | ↗612      |
| 3 | Комсомольский    | село                         | ↘491      |
| 4 | Усть-Сухояз      | деревня                      | ↗27       |
| 5 | Юрюзань          | деревня                      | ↘25       |
| 6 | Поперечная Гора  | деревня                      | →21       |